# Distretto di St. John River
Il distretto di St. John River è un distretto della Liberia facente parte della contea di Grand Bassa.